# Parastrangalis emotoi
Parastrangalis emotoi là một loài bọ cánh cứng trong họ Cerambycidae.